# Pierre-Raymond Villemiane
Pierre-Raymond Villemiane, né le 12 mars 1951 à Pineuilh (Gironde), est un coureur cycliste français.

## Biographie
Après avoir passé six ans chez les amateurs, il devient professionnel à 25 ans en 1976 dans les équipes Gitane-Campagnolo, Renault-Gitane, puis Wolber-Spidel. Il arrête sa carrière professionnelle en 1983. 
Il remporte 27 victoires chez les professionnels, dont trois étapes du Tour de France, et 180 chez les amateurs.

## Palmarès et résultats

### Palmarès amateur
| - Amateur - 1968-1975 : 180 victoires - 1972 - 1re étape de la Route de France - Critérium de La Machine - 6e étape du Tour du Limousin - 2e du Trophée Peugeot - 1973 - Tour des Alpes de Provence : - Classement général - 2e étape (contre-la-montre) - 2e et 5e étapes du Tour du Limousin - 1974 - Grand Prix des Fêtes de Coux-et-Bigaroque - Circuit des Boulevards - Grand Prix de Châtel-Guyon - 3e du Grand Prix de Puy-l'Évêque | - 1975 - Champion d'Aquitaine - Grand Prix Récapet - Circuit boussaquin - Prueba Villafranca de Ordizia - 2e étape des Deux Jours cyclistes de Machecoul - 2e des Trois Jours de Vendée - 2e du Tour du Gévaudan - 2e des Deux Jours cyclistes de Machecoul - 3e du Grand Prix de la Trinité - 1988 - Tour du Canton de Gémozac - 1989 - Grand Prix des Fêtes de Coux-et-Bigaroque - Grand Prix de Miramont-de-Guyenne - 3e du Grand Prix de Monpazier |  |

### Palmarès professionnel
| - 1976 - 3e du Grand Prix de Plouay - 1977 - Promotion Pernod - 1re étape du Tour de Corse - 4eb étape du Grand Prix du Midi libre - 1re étape du Tour de France - 3e étape du Tour du Limousin - 2e de Paris-Bourges - 3e de la Polymultipliée - 1978 - Tour du Tarn : - Classement général - 1reb étape - 2e étape du Tour du Vaucluse - Grand Prix de Plouay - 3e du Grand Prix de Montauroux - 3e du Tour du Vaucluse - 3e de la Polymultipliée - 3e du championnat de France de cyclo-cross - 8e du Tour de Romandie - 1979 - 13e étape du Tour de France - 3ea étape de l'Étoile des Espoirs - 2e du Grand Prix de Mauléon-Moulins - 2e de la Polymultipliée - 2e du Tour de l'Aude - 2e de la Route nivernaise - 2e du championnat de France de cyclo-cross - 3e du Grand Prix du Midi libre - 3e du Tour de l'Aude | - 1980 - Champion de France sur route - 1rea étape du Tour du Tarn - Paris-Camembert - 3e du Grand Prix de Cannes - 10e du Championnat de Zurich - 1981 - Châteauroux-Limoges - 2e du Grand Prix de Cannes - 3e du Grand Prix de Montauroux - 1982 - Grand Prix de Monaco - Polymultipliée - 10e étape du Tour de France - 3e de Paris-Bourges - 6e du Tour d'Espagne |  |

### Résultats sur les grands tours

#### Tour de France
5 participations
- 1977 : 15e, vainqueur de la 1re étape et du classement des sprints intermédiaires
- 1978 : 31e
- 1979 : 13e, vainqueur de la 13e étape
- 1980 : 70e
- 1982 : 55e, vainqueur de la 10e étape

#### Tour d'Italie
2 participations
- 1980 : 38e
- 1983 : 58e

#### Tour d'Espagne
1 participation
- 1982 : 6e